# Бандитът
„Бандитът“ (на турски: Eşkıya) е турски филм от 1996 година, драма на режисьора Явуз Тургул по негов собствен сценарий. Главните роли се изпълняват от Шенер Шен, Уур Юджел, Сермин Шен, Йешим Салкъм.

## Сюжет
В центъра на сюжета е планински разбойник, освободен след десетилетия в затвора, който заминава за Истанбул в търсене на някогашната си любима и там се сприятелява с дребен квартален престъпник.